# ازتیمایب
ازتیمایب (به انگلیسی: Ezetimibe)
رده درمانی: داروهای کاهنده چربی خون
اشکال دارویی: قرص

## موارد مصرف
ازتیمایب جهت درمان هیپرکلسترولمی و فیتواسترولمی به کار برده می‌شود. فیتواسترولمی یک بیماری نادر ژنتیکی می‌باشد که در آن دفع فیتواسترول‌ها مختل می‌گردد. این دارو معمولاً هنگامی مصرف میشود که یا سایر داروهای کاهنده کلسترول تحمل نشوند یا همراه با استاتینها ؛ هنگامی که استاتینها به تنهایی نتوانند کلسترول خون را طبیعی سازند.

## مکانیسم اثر
ازتیمایب یک پیش داروست که در کبد بعد از گلوکورونیداسیون به شکل فعّال تبدیل می‌گردد. این دارو جذب کلسترول و فیتواسترول‌ها را در دستگاه گوارش مهار می‌کند. ازتیمایب با مهار جذب کلسترول غذا و کلسترولی که در صفرا دفع می‌شود، ذخیره کبدی کلسترول را کاهش می‌دهد.

## اثر ترکیبی
اگر ازتیمایب به تنهایی مصرف گردد، کلسترول LDL را ۱۸٪ کاهش می‌دهد، اما اگر این دارو همراه با یک مهارکننده ردوکتاز تجویز شود اثر آن افزایش می‌یابد.

## عوارض
ازتیمایب به خوبی تحمل می‌گردد. هرگاه این دارو همراه با مهارکننده‌های ردوکتاز تجویز گردد، خطر توکسیسیته کبدی آن بالا می‌رود. غلظت سرمی شکل گلوکورونید این دارو با تجویز فیبرات‌ها افزایش و با تجویز کلستیرامین کم می‌شود.